# Giovanni Zonaro
Giovanni Zonaro, est un astronome amateur italien.

## Biographie
Le Centre des planètes mineures le crédite de la découverte de l'astéroïde (12777) Manuel effectuée le 27 août 1994 avec la collaboration de Plinio Antolini.